# 高山茅香
高山茅香（学名：Hierochloe alpina）为禾本科茅香属下的一个种。

## 扩展阅读
- 維基物種上的相關：高山茅香